# Makefile
Um makefile é um arquivo (por padrão chamado de "Makefile") contendo um conjunto de diretivas usadas pela ferramenta de automação de compilação make para gerar um alvo/meta.

## Visão geral
Na maioria das vezes, o makefile direciona o make sobre como compilar e vincular um programa. Um makefile funciona com base no princípio de que os arquivos precisam apenas de recriação se suas dependências forem mais recentes do que o arquivo que está sendo criado/recriado. O makefile é executado recursivamente (com a dependência preparada antes de cada alvo dependente deles) até que tudo tenha sido atualizado (isso requer atualização) e o alvo principal/final esteja completo. Essas instruções com suas dependências são especificadas em um makefile. Se nenhum dos arquivos pré-requisitos tiver sido alterado desde a última vez que o programa foi compilado, nenhuma ação ocorrerá. Para grandes projetos de software, o uso de Makefiles pode reduzir substancialmente os tempos de compilação se apenas alguns arquivos de origem forem alterados.
Usando C/C++ como um exemplo, quando um arquivo fonte C/C++ é alterado, ele deve ser recompilado. Se um arquivo de cabeçalho foi alterado, cada arquivo de origem C/C++ que inclui o arquivo de cabeçalho deve ser recompilado para ser seguro. Cada compilação produz um arquivo objeto correspondente ao arquivo fonte. Finalmente, se qualquer arquivo fonte tiver sido recompilado, todos os arquivos objeto, sejam eles recém-criados ou salvos de compilações anteriores, devem ser vinculados para produzir o novo programa executável.